# شمس أنوار الحق
شمس أنوار الحق (من مواليد 1944)، والمعروف أيضًا باسم كياو مين، هو أكاديمي روهينغي وناشط مؤيد للديمقراطية وسياسي سابق في ميانمار. كما كان سجين سياسي. كان شمس أنوار الحق قائدًا للحزب الوطني الديمقراطي لحقوق الإنسان. انتُخب شمس أنوار الحق عضوًا لبرلمان ميانمار عام 1990.

## النشأة والمهنة
ولد شمس أنوار الحق في عام 1944 في قرية ميكيانزاي في بوثيدونغ من قسم أراكان في بورما البريطانية. والده هو فزار الرحمن. تخرج من معهد رانغون للاقتصاد بدرجة البكالوريوس في الاقتصاد. حصل أيضًا على دبلوم في الممارسة التربوية من معهد التعليم في رانغون. التحق بوزارة التعليم في بورما في عام 1969. درس في العديد من المدارس المملوكة للدولة في أراكان حتى عام 1985. ثم أصبح مدير مدرسة. في عام 1988، تم فصله من وظيفته بسبب تورطه في انتفاضة 8888.

## الحياة السياسية
كان شمس أنور حق عضواً في اللجنة التنفيذية المركزية للحزب الوطني الديمقراطي لحقوق الإنسان. تم انتخابه من دائرة بوثيدونغ-1 خلال الانتخابات العامة البورمية عام 1990، بعد حصوله على 30,990 صوتًا من أصل 41,668 صوتًا. فاز حزبه بما مجموعه أربعة مقاعد. حظر المجلس العسكري البورمي حزبه في عام 1992. بناء على دعوة من أون سان سو تشي، انضم شمس أنوار الحق إلى لجنة تمثيل برلمان الشعب في عام 1998.

## الاعتقالات
في عام 1992،أُعتقل شمس أنوار الحق من قبل المخابرات البورمية واحتجز لمدة ثلاثة أشهر خلال عمليات ضد سكان الروهينغا. في عام 1994، اعتقلته المخابرات العسكرية لمدة 45 يومًا. في مارس / آذار 2005، قُبض عليه من منزله في رانغون، واتُهم بموجب المادة 18 من قانون الجنسية البورمية لعام 1982 والمادة 5 من قانون الطوارئ المناهض للدولة. حكم عليه بالسجن لمدة 47 سنة. كما قُبض على زوجته وابنتيه وابنه بموجب قانون الجنسية البورمية لعام 1982، وحُكم عليهم بالسجن لمدة 17 عامًا. ومنعت أسرة من خوض الانتخابات بسبب العقوبات.